# 通用电气通用系列
通用系列（英語：Universal Series）是美国通用电气公司1950年代推出的一个电力传动柴油机车产品系列。

## 发展历史

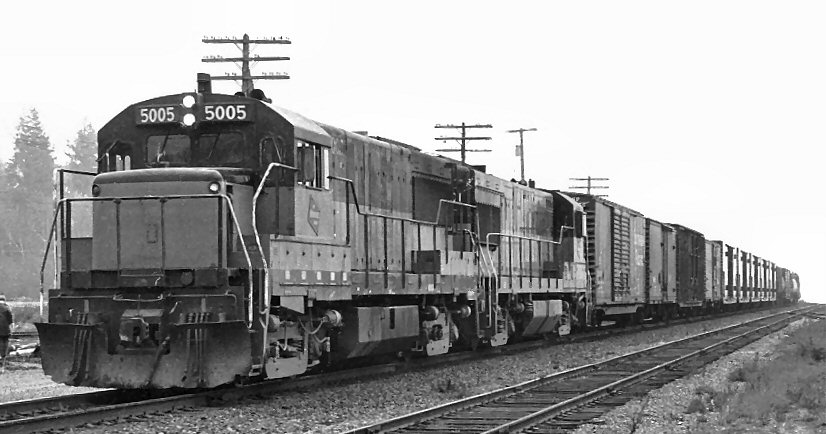
密尔沃基铁路的U25B型柴油机车

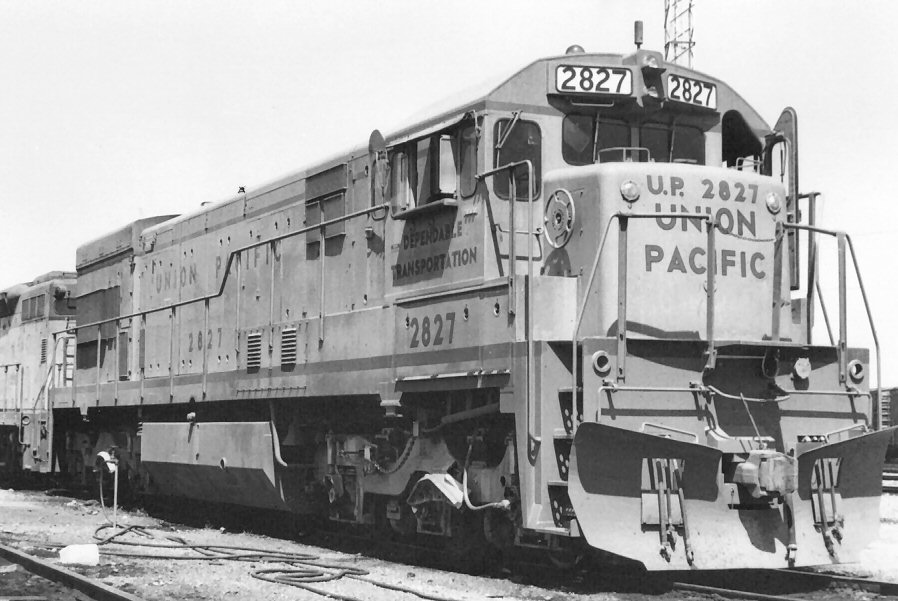
“通用”系列当中销量最佳的车型——U30C型柴油机车

通用电气公司是电力传动柴油机车的发明者，早于1917年就研制出第一台电传动柴油机车。从1930年代至1950年代初，由于小型调车柴油机车在北美洲的需求日益增长，通用电气公司开发了多款十分成功的调车柴油机车，例如44吨调车机车和70吨调车机车等，柴油机装车功率范围约300马力至600马力。而干线柴油机车方面，通用电气公司并没有向市场直接推出自己的产品，而是采用与美国机车公司建立合作伙伴关系的方式，为美国机车公司的干线柴油机车提供电传动系统，例如DL-109型柴油机车和FA系列柴油机车，通过结合两家公司各自的优势，与通用汽车旗下易安迪公司（EMD）展开竞争。
1953年，由于经营理念和投标决定上分歧，通用电气公司结束了与美国机车公司的合作关系，进入干线柴油机车的市场。在正式向市场推出自己的产品之前，通用电气公司于1954年试制了750号试验车，作为试水产品以测试市场反应。这是一组由四节独立机车重联连挂而成的干线柴油机车，每节机车装有一台库珀贝西默制造的四冲程柴油机。1954年至1959年间，这组柴油机车由通用电气公司租借予伊利鐵路进行运用考核，750号机车在这段时间的运行里程超过一百万英里，为柴油机和电传动系统的改进累积了大量经验，为后继的U25B型柴油机车乃至整个“通用”系列柴油机车奠定了技术基础。
在750号试验车进行运用考核的同时，通用电气公司于1956年向市场推出第一款“通用”系列柴油机车——UD18型柴油机车。这款机车的主要竞争对象是易安迪的GP7、GP9型柴油机车，机车装载一台12气缸、1800马力的FVBL-12T型柴油机，并且与竞争对手一样采用单司机室外走廊式车体结构。通用电气公司首先试制了两台UD18型柴油机车作为样板机车，但美国本土的铁路公司对此没有太大兴趣，反而却吸引到来自墨西哥国家铁路的订单。继UD18型柴油机车之后，通用电气公司又陆续推出了U4B、U5B、U9B/C、U12B/C型柴油机车，主要出口至巴西、智利、阿根廷、哥伦比亚等南美洲国家。
与此同时，通用电气公司也着手改良库珀贝西默公司的四冲程柴油机（通用电气公司与库珀贝西默公司于1953年签订了合作协议，通用电气公司可自行对FVBL系列柴油机作进一步开发）。1958年9月，通用电气公司完成试制第一台16气缸的FDL16型柴油机，为日后7FDL系列大功率柴油机的发展拉开了序幕。1959年4月，首两台装用FDL16型柴油机的U25B型柴油机车在宾夕法尼亚州的伊利工厂落成（这两台机车原本计划作为向海外市场推销的样板机车，通用电气公司最初称之为XP24型柴油机车）。U25B型柴油机车是美国第二代柴油机车的典型例子，柴油机装车功率达到2500马力，是当时美国国内单机功率最大的四轴柴油机车，并采用了模块化电子控制系统、防滑行防空转系统、中央空气滤清系统等崭新技术。由于其优异性能和可靠表现，联合太平洋铁路、賓夕法尼亞鐵路、南太平洋鐵路、紐約中央鐵路、岩岛铁路等一级铁路公司相继订购U25B型柴油机车，使其成为通用电气公司第一款成功打入美国本土市场的干线柴油机车，产量达到了478台。
从此开始，通用电气公司积极投身于柴油机车领域的激烈竞争，不断推出新的“通用”系列柴油机车来应对挑战 ，“通用”系列的机车型号均采用统一的命名方式，首个英文字母“U”代表“通用”系列，中间的数字代表单节功率（例如“25”表示2500马力），末位英文字母代表机车轴式（“B”表示Bo-Bo轴式，“C”表示Co-Co轴式）。从1960年代起，随着美国柴油机车的单节功率等级不断提高，通用电气公司亦推出了一系列2500～3600马力之间的中等功率柴油机车。1966年推出的U30B、U30C型柴油机车的功率提升至3000马力，也是通用电气公司第一款采用交—直流电传动的柴油机车，即是利用交流发电机和整流装置代替了传统的直流发电机而给牵引电动机供电。1969年，又推出了3600马力的U36B、U36C型柴油机车。
“通用”系列柴油机车的最大特色恰如其名，非常强调标准化、通用化和系列化。除了1200马力以下的小功率机车使用卡特彼勒或康明斯柴油机之外，其他1200马力以上的柴油机车车型全部采用通用电气的FDL系列柴油机。例如，从2500马力的U25B型柴油机车到3600马力的U36B型柴油机车，均采用16气缸的FDL-16型四冲程柴油机， 只是平均有效压力不同而具有不同的输出功率。各种机车均大多使用GT-598型直流发电机或GTA-11型交流发电机，以及GE-752型牵引电动机。这些柴油机车的总体布置几乎完全一样，其他辅助装置如空气压缩机、冷却装置、控制设备等也大致相同。高度标准化的设计不仅便于检查维修作业，亦有利于减少新型机车的设计时间和成本。除此之外，尤其值得一提的是GE-752型牵引电动机，这种故障率极低、检修方便、调压范围大的直流牵引电动机，为通用电气公司在铁路业界赢得了优良的声誉。
在通用电气公司打入干线柴油机车市场之前，美国的干线柴油机车制造商主要是通用汽车易安迪公司（GM-EMD）和美国机车公司（Alco）。虽然通用电气公司是干线柴油机车市场上不折不扣的后来者，但是在“通用”系列柴油机车被推出市场后，使前两者第一次感受到市场竞争之激烈。在竞争中首当其冲的是实力较弱的美国机车公司，虽然美国机车公司推出了“世纪”系列柴油机车来试图反击，但其市场份额仍然不断受到其他竞争者的挤压。结果，美国机车公司于1969年终止了美国本土的柴油机车业务，虽然旗下位于加拿大的蒙特利尔机车厂还继续生产美国机车公司的产品，但其生产数量也大不如前。而通用电气公司在短短的不到十年时间内就跃居美国第二大铁路机车制造商，并为日后通用电气公司与易安迪公司的双头竞争，以及争夺全球柴油机车市场的领导地位铺平了道路。
1976年，为了对抗易安迪公司的“Dash 2”系列柴油机车，通用电气公司推出了新一代的“Dash 7”系列柴油机车，标准着美国柴油机车的发展全面进入第三代；同时，原来的“通用”系列柴油机车亦不再向美国市场供应，但出口市场则一直维持到2000年代。

## 车型列表

### 美国市场
| 型号  | 生产年份      | 数量 | AAR轴式 | 柴油机          | 功率                                     | 照片 |
| ----- | ------------- | ---- | ------- | --------------- | ---------------------------------------- | ---- |
| UM20B | 1954年        | 4    | B-B     | FVBL-8／FVBL-12 | 1,200 hp（890 kW）／1,600 hp（1,190 kW） |      |
| UD18  | 1956年        | 10   | B-B     | FVBL-12T        | 1,800 hp（1,340 kW）                     |      |
| U25B  | 1959年—1966年 | 478  | B-B     | FDL-16          | 2,500 hp（1,860 kW）                     |      |
| U25C  | 1963年—1965年 | 113  | C-C     | FDL-16          | 2,500 hp（1,860 kW）                     |      |
| U50   | 1963年—1965年 | 26   | B+B-B+B | 2 × FDL-16      | 5,000 hp（3,730 kW）                     |      |
| U28B  | 1966年—1967年 | 148  | B-B     | FDL-16          | 2,800 hp（2,090 kW）                     |      |
| U28C  | 1966年        | 71   | C-C     | FDL-16          | 2,800 hp（2,090 kW）                     |      |
| U28CG | 1966年        | 10   | C-C     | FDL-16          | 2,800 hp（2,090 kW）                     |      |
| U30B  | 1966年—1975年 | 296  | B-B     | FDL-16          | 3,000 hp（2,240 kW）                     |      |
| U30C  | 1966年—1976年 | 600  | C-C     | FDL-16          | 3,000 hp（2,240 kW）                     |      |
| U33B  | 1966年—1975年 | 137  | B-B     | FDL-16          | 3,300 hp（2,460 kW）                     |      |
| U30CG | 1967年        | 6    | C-C     | FDL-16          | 3,000 hp（2,240 kW）                     |      |
| U33C  | 1968年—1975年 | 375  | C-C     | FDL-16          | 3,300 hp（2,460 kW）                     |      |
| U23B  | 1968年—1977年 | 481  | B-B     | FDL-12          | 2,250 hp（1,680 kW）                     |      |
| U23C  | 1968年—1976年 | 223  | C-C     | FDL-12          | 2,250 hp（1,680 kW）                     |      |
| U50C  | 1969年—1971年 | 40   | C-C     | 2 × FDL-12      | 5,000 hp（3,730 kW）                     |      |
| U36B  | 1969年—1974年 | 296  | B-B     | FDL-16          | 3,600 hp（2,680 kW）                     |      |
| U34CH | 1970年—1978年 | 33   | C-C     | FDL-16          | 3,600 hp（2,680 kW）                     |      |
| U36C  | 1971年—1975年 | 218  | C-C     | FDL-16          | 3,600 hp（2,680 kW）                     |      |
| U18B  | 1973年—1976年 | 163  | B-B     | 7FDL-8          | 1,800 hp（1,340 kW）                     |      |

### 出口市场
| 型号  | 生产年份      | 数量 | AAR轴式 | 柴油机                         | 功率                 | 照片 |
| ----- | ------------- | ---- | ------- | ------------------------------ | -------------------- | ---- |
| U4B   | 1956年        | 6    | B-B     | 卡特彼勒D375 V8／康明斯HBI-600 | 400 hp（300 kW）     |      |
| U5B   |               |      | B-B     | 卡特彼勒D379 V8／康明斯HBI-600 | 500 hp（370 kW）     |      |
| U6B   |               |      | B-B     | 卡特彼勒D379 V8／V12           | 540 hp（400 kW）     |      |
| U8B   | 1961年—1962年 |      | B-B     | 卡特彼勒D379 V8／V12           | 810 hp（600 kW）     |      |
| U9B   | 1957年—1962年 |      | B-B     | FWL-8T                         | 1,060 hp（790 kW）   |      |
| U9C   | 1957年—1962年 |      | C-C     | FWL-8T                         | 1,060 hp（790 kW）   |      |
| U10B  | 1957年—1962年 |      | B-B     | 卡特彼勒D398 V12               | 1,000 hp（750 kW）   |      |
| U11B  | 1974年—1984年 |      | B-B     | 卡特彼勒D398 V12               | 1,000 hp（750 kW）   |      |
| U12B  | 1957年—1984年 |      | B-B     | FVBL-8T                        | 1,200 hp（890 kW）   |      |
| U12C  | 1957年—1984年 |      | C-C     | FVBL-8T                        | 1,200 hp（890 kW）   |      |
| U13B  | 1960年—1963年 |      | B-B     | FVBL-8T／7FDL-8T               | 1,300 hp（970 kW）   |      |
| U13C  | 1960年—1971年 |      | C-C     | FVBL-8T／7FDL-8T               | 1,300 hp（970 kW）   |      |
| U15C  | 1969年—1984年 |      | C-C     | 7FDL-8                         | 1,500 hp（1,120 kW） |      |
| U17C  | 1973年—1981年 |      | C-C     | 7FDL-8                         | 1,700 hp（1,270 kW） |      |
| U18C  | 1976年—1998年 |      | C-C     | 7FDL-8                         | 1,820 hp（1,360 kW） |      |
| U20C  | 1964年—1974年 |      | C-C     | 7FDL-8                         | 2,000 hp（1,490 kW） |      |
| UM20C | 1975年—2006年 |      | C-C     | 7FDL-8                         | 2,000 hp（1,490 kW） |      |
| U22C  | 1975年—1981年 |      | C-C     | 7FDL-12                        | 2,200 hp（1,640 kW） |      |
| U26C  | 1971年—1981年 |      | C-C     | 7FDL-12                        | 2,200 hp（1,640 kW） |      |

## 参看
- 通用电气Dash 7系列
- 通用电气Dash 8系列
- 通用电气Dash 9系列